# North Pacific Coast Railroad
North Pacific Coast Railroad var en smalspårig (914 mm) järnvägslinje mellan färjeterminalen i Sausalito i San Francisco och Monte Rio vid floden Russian River. 

## Bakgrund
Den byggdes år 1873 och förlängdes nedströms till Duncans Mills år 1876 och därifrån upp längs Austin Creek till Cazadero år 1886. Järnvägen blev en division av Northwestern Pacific Railroad som hade bildats genom en sammanslagning av Santa Fe och Southern Pacific år 1907. 
Skogen kring den nedre delen av Russian River producerade stora mängder "redwood"-timmer som användes vid återuppbyggnaden efter jordbävningen i San Francisco 1906 och det betydde mycket gods på järnvägen. Den rullande materielen utökades med fler smalspåriga godsvagnar från South Pacific Coast Railroad när den byggdes om till normalspår mellan åren 1907-1909. 

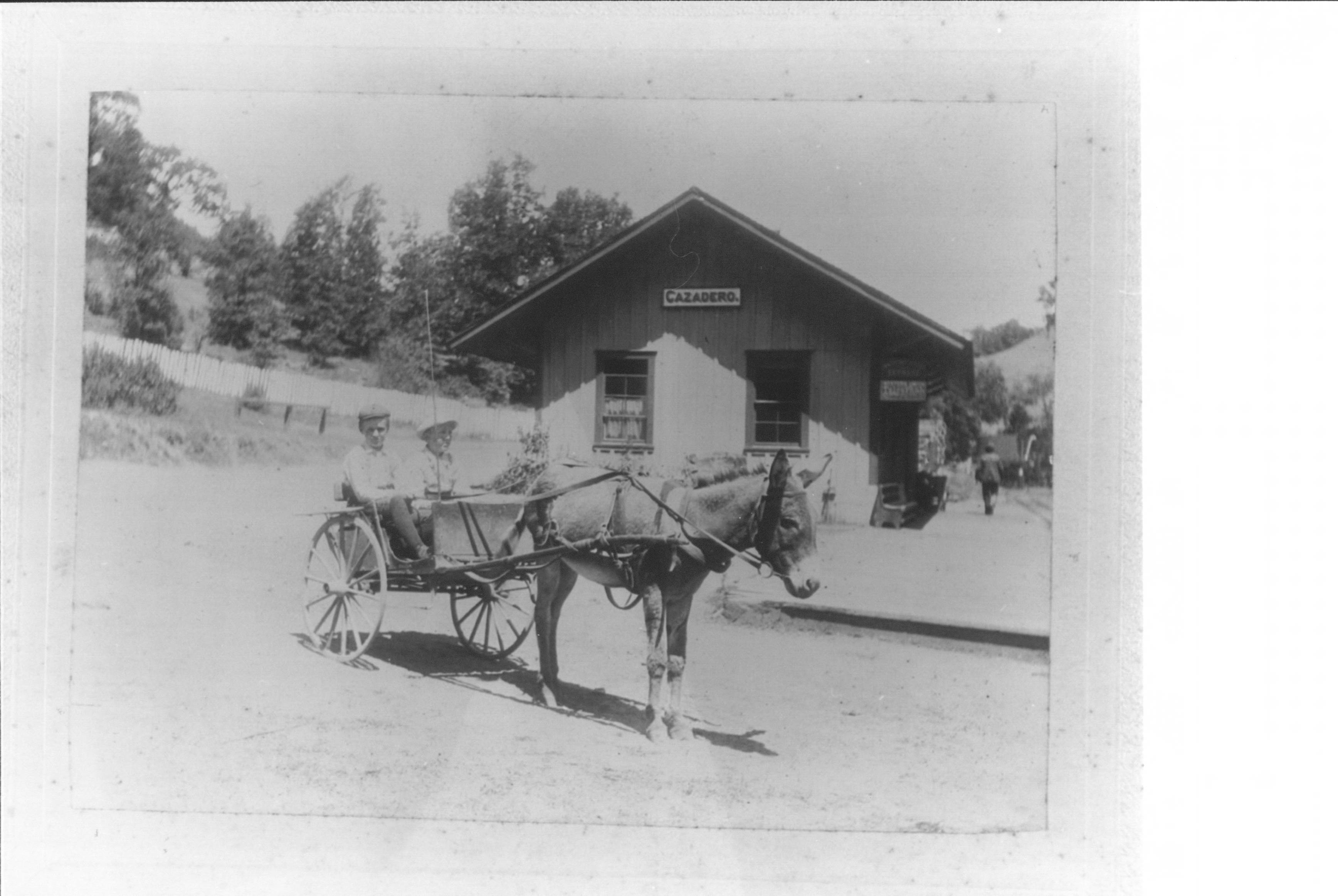
Stationen i Cazadero, 1890

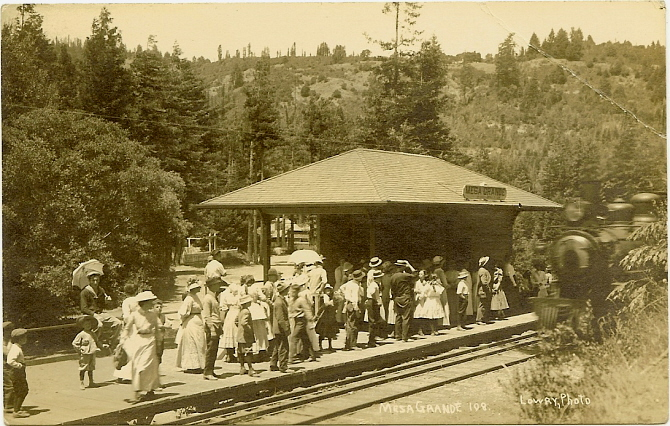
Stationen i Mesa Grande med treskensspår, omkring 1910

Färjorna Lagunitas, Ukiah, och Sausalito transporterade de smalspåriga godsvagnarna över San Franciscobukten från Sausalito till den trespåriga San Francisco Belt Railroad.
När Russian River svämmade över den 19 mars 1907 förstördes bron vid Bohemia på den normalspåriga (1 435 mm) Guerneville-linjen. En ny bro byggdes ett hundratal meter nedströms och järnvägen från Monte Rio till Duncans Mills byggdes om till trespårig, år 1909, så att timmer kunde transporteras den vägen. Året efter byggde man en omlastningsstation vid San Anselmo så att smalspåret kunde tas bort på färjorna och mer än hälften av godsvagnarna skrotas år 1912. Ett godståg avgick varje morgon från Occidental till San Anselmo och tillbaka igen på eftermiddagen med en passagerarvagn för eleverna från Sonoma County som gick i skolan i Tomales. Ett lok stationerades vid Duncans Mills för transporterna från Cazadero till Guerneville-linjen. Järnvägen längs Austin Creek byggdes om till normalspår år 1926.
Fram till år 1927 kunde turister från San Francisco resa till Russian River på en  trekantslinje med smal- och normalspår. Den södra delen av linjen från San Franciscobukten till Point Reyes vid Tomales Bay byggdes om till normalspår år 1920 och godstrafiken mellan Point Reyes och Occidental minskades till tre gånger i veckan med omlastning i Point Reyes. Efter en skogsbrand den 17 september 1923 upphörde trädfällningen runt Russian River och när den normalspåriga järnvägen förlängdes till Cazadero reducerades trafiken norr om Point Reyes till en gång om dagen med blandat tåg tur och retur till Camp Meeker. Det sista smalspåriga tåget kördes den 29 mars 1930 och resten av den smalspåriga järnvägen mellan Monte Rio and Point Reyes revs samma höst.